# Pablo Chinchilla
Pablo Chinchilla Vega (San José, 21 dicembre 1978) è un ex calciatore costaricano, di ruolo difensore.

## Palmarès

### Club

#### Competizioni nazionali
- Campionato costaricano: 5

Alajuelense: 1999-2000, 2000-2001, 2001-2002, 2002-2003, 2004-2005

#### Competizioni internazionali
- CONCACAF Champions' Cup: 1

Alajuelense: 2004
- Copa Interclubes UNCAF: 2

Alajuelense: 2002, 2005